# Petar Pešić
Petar Pešić (cyr. Петар Пешић; ur. 26 września 1871 w Niszu, zm. 8 września 1944 w Belgradzie) – serbski generał, minister obrony Królestwa SHS w latach 1922–1924.

## Życiorys
Był synem kupca Todora Pešicia i Persidy. W 1889 rozpoczął naukę w szkole wojskowej. Po ukończeniu szkoły w 1892 otrzymał awans na porucznika artylerii. W 1897 został ordynansem króla Serbii, Milana Obrenovicia, a następnie Aleksandra Obrenovicia. W roku 1901 objął stanowisko szefa sztabu Dywizji Morawskiej. W 1903 został dowódcą 2 batalionu 7 pułku piechoty. W 1904 objął stanowisko szefa sztabu Dywizji Timockiej, w tym czasie prowadził wykłady z taktyki dla słuchaczy Akademii Wojskowej w Belgradzie. W latach 1904–1910 był dowódcą batalionu artylerii. W latach 1911–1912 w stopniu podpułkownika pełnił funkcję inspektora generalnego armii serbskiej.
Po wybuchu I wojny bałkańskiej mianowany zastępcą szefa sztabu I Armii. W 1912 negocjował umowę wojskową z Czarnogórą, a w 1913 układ wojskowy z Grecją, pozostając w Atenach jako attache wojskowy Królestwa Serbii. Po wybuchu I wojny światowej skierowany do Czarnogóry, gdzie objął funkcję zastępcy szefa sztabu armii czarnogórskiej, a po rezygnacji gen. Božidara Jankovicia kierował sztabem armii. Funkcję tę pełnił do 1916, kiedy powrócił do Serbii i otrzymał stanowisko zastępcy szefa sztabu armii serbskiej. W tym samym roku wyjechał do Francji, gdzie zabiegał o dostawy sprzętu wojskowego.
W 1919 w stopniu generała pełnił funkcję szefa jugosłowiańskiej misji wojskowej skierowanej na paryską konferencję pokojową. Przez kilka miesięcy dowodził dywizją sawską, a w 8 grudnia 1921 otrzymał stanowisko szefa sztabu generalnego. W tym samym roku objął stanowisko szefa sztabu armii Królestwa SHS. W latach 1922–1924 stał na czele ministerstwa wojny. Funkcję szefa sztabu generalnego ponownie objął w 1924 i pełnił ją do 1928. W kwietniu 1929 przeszedł w stan spoczynku.
W latach 1929–1930 pełnił służbę dyplomatyczną – początkowo w Belgii, a następnie w Czechosłowacji. W 1939 otrzymał godność senatora, a rok później ponownie stanął na czele ministerstwa wojny i marynarki, zastępując gen. Milana Nedicia. Był zwolennikiem współpracy jugosłowiańsko-niemieckiej. 27 marca 1941 ponownie przeszedł w stan spoczynku. Po niemieckiej agresji na Jugosławię wycofał się z polityki. Okres okupacji spędził w Belgradzie, zginął 6 września 1944 r. w czasie amerykańskiego bombardowania miasta. Pochowany na Nowym Cmentarzu (Novo Groblje) w Belgradzie.
Był żonaty (żona Danica z d. Mostič była córką gen. Wasilija Mosticia).
Odznaczony Orderem św. Sawy III st., francuskim Orderem Legii Honorowej, a także rosyjskim Orderem Świętego Stanisława.